# Homestead Meadows North
Homestead Meadows North – jednostka osadnicza w Stanach Zjednoczonych, w stanie Teksas, w hrabstwie El Paso.